# キャロット (芸能事務所)
株式会社キャロット（英文社名；Carotte INC.）は、東京都港区に本社を置く日本の芸能プロダクション、モデルエージェンシー。

## 沿革・概要
- 1979年 - 子供タレント・モデル専門の芸能プロダクション「キャロット」として設立[1]。
- 1998年10月 - 大人タレント部門「オフィス高木」の設置に伴い、社名を「株式会社シーアンドティー」に変更。社名のC&Tは、キャロット&オフィス高木の略[2]。
- 2007年5月 - 「オフィス高木」を閉鎖し、事業部を「キャロット」に一本化。
- 2015年1月 - 社名を再び「株式会社キャロット」に変更[1]。

## 主な所属タレント
※2016年5月26日閲覧時点
- 末広ゆい[3]
- 小林颯
- 高澤父母道
- 奥田いろは
- 伊東心愛
- 畠山彩奈
- 松岡佑実
- 辻村晃佑
- 丸山歩夢
- 中島凱斗
- 名嘉祐佳
- ならゆりあ
- 米光隆翔
- 森聖矢
- 上森寛元
- 椿直

※2020年4月20日時点追記
- 佐々木告
- 岩田 琉聖

## かつて所属していたタレント
- 秋元晏斗玲
- 新井美羽
- 有安杏果[1]
- 五十嵐元
- 池上リョヲマ
- 石坂晴樹
- 伊瀬知悠
- 五十畑颯斗
- 今泉野乃香
- 内山眞人
- 奈良麻莉亜
- 奥森皐月
- カケフくん[1]
- 笠原秀幸[1]
- 梶尾舞
- 恭平
- 健汰
- 小嶋亜由美
- 小橋賢児[1]
- 斉藤友以乃
- さかもと聖朋(元コカマのせいちゃん)
- 斉藤瑠花
- 佐藤佳奈子
- 佐野大樹
- 末永みゆ
- 末広ゆい
- 須田泰大
- 高橋平
- 武田航介
- 田代功児
- 谷本和優
- 槻林未帆
- 槻林咲帆
- 爲井椋允
- 豊嶋花
- 鳥海汐里
- 永井穂花
- 永島謙二郎
- 長島弘宜
- 中谷さくら
- 西谷有統
- 日記[1]
- 野村エリヤ
- 蓮沼藍
- 春名美咲
- 遼花
- 福田美姫
- 藤間宇宙
- 蒔田彩珠
- 牧野由依
- 松田亜美
- 松林慎司
- 三好杏依
- 望月菜美子
- 山口隼人
- 山崎裕太[1]
- 米光隆翔
- ビリー宮田